# 熱気球日本選手権
熱気球日本選手権（ねつききゅうにほんせんしゅけん）とは、その年の日本一のパイロットを決める熱気球競技大会である。1984年に第1回大会が開催され、2023年までの39回の選手権のうち29回が佐賀県で開催されている（うち1回は佐賀市長杯にて開催された）。
またこの大会は、翌年もしくは翌々年に開催される熱気球世界選手権への日本代表選手選考における重要な競技大会となっている。